# Vocalese
Vocalese es una técnica jazzística que consiste en cantar, con una letra previamente escrita, una pieza instrumental de jazz. A diferencia del scat, que consiste en improvisar mediante sílabas o tatareando, el vocalese requiere una letra previamente escrita.
El fundador del estilo y su intérprete más prolífico fue Eddie Jefferson, cuya versión de "Body and Soul" de Coleman Hawkins fue un éxito. Otros pioneros fueron King Pleasure y Babs Gonzales, aunque los más conocidos son, probablemente, Lambert, Hendricks and Ross, compuesto por tres integrantes: Jon Hendricks, Dave Lambert y Annie Ross. La letra de la canción "Twisted" (1952) y una improvisación de blues del saxofonista Wardell Gray se consideran clásicos del género. Otros intérpretes destacados son Bob Dorough, Giacomo Gates, Kurt Elling y Al  Jarreau. 
En 1980, el grupo The Manhattan Transfer, con su interpretación con letra de Jon Hendricks de un tema originalmente instrumental de Weather Report, «Birdland», obtuvo el Premio Grammy a la mejor interpretación de jazz fusión y él del mejor arreglo vocal para dos o más voces para una de las vocalistas del grupo, Janis Siegel.
Otros intérpretes, como Slim Gaillard, Harry Gibson, Cab Calloway y Leo Watson, combinan improvisaciones de scat con vocalese.